# Parafia św. Ignacego Loyoli i św. Piotra i Pawła w Niemcach
Parafia św. Ignacego Loyoli w Niemcach – parafia rzymskokatolicka w Niemcach, należąca do archidiecezji lubelskiej i dekanatu lubartowskiego.

## Historia
Parafia św. Ignacego Loyoli w Niemcach została erygowana 26 marca 1914 roku przez ks. biskupa Franciszka Jaczewskiego. Pierwszym proboszczem był mianowany ks. Józef Adamczyk. Kościołem parafialnym została zbudowana już w 1909 roku świątynia ufundowana przez właściciela dóbr Niemce, Ignacego Budnego.
W czasie I wojny światowej kościół został zamieniony w austriacki szpital polowy w czasie walk z wojskami rosyjskimi. 
W dwudziestoleciu międzywojennym parafia rozwijała się, ważnym wydarzeniem w tym czasie było utworzenie we wspólnocie stowarzyszenia Franciszkańskiego Zakonu Świeckich. W 1935 roku proboszczem parafii został ks. Władysław Jędruszak, który odegrał istotną rolę w historii lokalnej społeczności w czasie II wojny światowej.
26 marca 1939 roku w parafii erygowano Bractwo Męki Pańskiej oraz sprowadzono do kościoła relikwie Drzewa Krzyża św. Uroczystościom przewodniczył ks. bp Władysław Goral.
II wojna światowa była dla parafii i wsi Niemce burzliwym okresem walki z niemieckim okupantem. Ksiądz proboszcz Władysław Jędruszak był kapelanem i czynnym członkiem Armii Krajowej. Organizował akcje dywersyjne przeciwko Hitlerowcom stacjonującym w Niemcach. Na terenie plebanii byli ukrywani kapłani, którzy nie mogli wrócić z różnych względów do swoich macierzystych parafii.  
Wiosną 1945 roku budynek kościoła parafialnego został uszkodzony w wyniku wybuchu w pobliskim składzie amunicji "na Mulaku". 
Po zakończeniu II wojny światowej proboszcz parafii stawiał opór władzy ludowej. W wyniku tego w latach 1946–1947 był więziony, m.in. na Zamku Lubelskim.  
Ważnym wydarzeniem lat powojennych była wizytacja ks. biskupa Stefana Wyszyńskiego.  
W II połowie XX wieku w parafii odbyły się trzykrotnie Misje Święte, w 1972 roku połączone z peregrynacją kopii obrazu Matki Boskiej Częstochowskiej (w postaci pustych ram). 
W 1975 zmarł ks. Władysław Jędruszak. Jego następcą został ks. Roman Bolesławski. 
Od 1992 roku parafią administrował ks. kan. Krzysztof Galewski, mianowany proboszczem przez ks. arcybiskupa Józefa Życińskiego w 1997 roku.  
W 2018 roku proboszczem parafii został ks. dr Mirosław Skałban.  
W ostatnim czasie w parafii odbyły się trzykrotnie Misje Święte: w 2000 roku (z okazji obchodów Wielkiego Jubileuszu Roku 2000), w 2005 roku (przed kolejną peregrynacją Kopii Obrazu Matki Boskiej Częstochowskiej w Niemcach) oraz w 2014 roku (z okazji jubileuszu stulecia parafii).  
Od 2002 roku w odpust św. Piotra i Pawła w Niemcach odbywają się coroczne Letnie Koncerty Kameralne. Ich organizatorem jest Robert Grudzień. Koncerty posiadają zwykle bogatą część muzyczną i literacką. Wystąpili na nich m.in. Krzysztof Kolberger, Olgierd Łukaszewicz, Ernest Bryll, Anna Seniuk, Jerzy Zelnik, Anna Romantowska, Grażyna Barszczewska, Włodzimierz Matuszak, Halina Łabonarska, Heorhij Ahratina, Aleksandra Stokłosa, Alicja Węgorzewska-Whiskerd, Zbigniew Zamachowski, zespoły Lumen i Guadalupe.  

## Kościół parafialny
Kościół parafialny w Niemcach został wybudowany w latach 1906–1909 z fundacji Ignacego Budnego, właściciela majątku Niemce. Autorem projektu był inżynier architekt powiatu lubartowskiego Jan Brzosko. Kościół został poświęcony w roku 1909 przez biskupa Franciszka Jaczewskiego, ale ze względów politycznych do 1914 roku musiał pełnić formalnie rolę prywatnej kaplicy rodziny Budnych. 
Świątynia jest zbudowana w stylu neogotyckim, z cegły ceramicznej. Kościół ma plan krzyża łacińskiego, nawę główną i dwie nawy boczne. W prezbiterium znajduje się drewniany ołtarz główny z 1909 roku z obrazem św. Ignacego Loyoli oraz umieszczonym we wnęce drewnianym posągiem Matki Bożej Niepokalanego Poczęcia. W ołtarzach bocznych są malowidła przedstawiające św. Piotra Apostoła oraz scenę Przemienienia Pańskiego. W kościele znajdują się też obrazy św. Jana Pawła II, bł. ks. Jerzego Popiełuszki, Matki Bożej Częstochowskiej, św. Stanisława ze Szczepanowa. W ołtarzach bocznych umieszczono ikony Chrystusa Pantokratora oraz Matki Bożej Nieustającej Pomocy. W prezbiterium obecne są dwa obrazy, przedstawiające sceny z życia św. Ignacego Loyoli. Okna kościoła ozdobione są witrażami, przedstawiającymi Dwunastu Apostołów.

## Zasięg parafii
Do parafii należą wierni mieszający w miejscowościach: Baszki, Boduszyn, Kopanina, Leonów, Leśniczówka, Ludwinów, Niemce, Rudka Kozłowiecka, Włóki, Wola Niemiecka i Zalesie.

## Duszpasterstwo
Proboszczami parafii byli: ks. Józef Adamczyk (1914–1919), ks. Adam Padziński (1919–1920), ks. Ludwik Bernatt (1920–1935), ks. Władysław Jędruszak (1935–1975), ks. Roman Bolesławski (1975–1991), ks. Krzysztof Galewski (1992–2018), ks. dr Mirosław Skałban (od 2018).
Pracowało tu od 1940 roku 35 wikariuszy. 
W parafii działają następujące organizacje i agendy: rada duszpasterska, Oaza Rodzin - Ruch Światło-Życie, oddział Akcji Katolickiej, chór parafialny, schola dziecięca „Karolinki”, dwie schole młodzieżowe, liturgiczna służba ołtarza, oddział Katolickiego Stowarzyszenia Młodzieży, wolontariat, parafialny zespół charytatywny Caritas, kółka różańcowe, Szkoła Słowa Bożego. 
Z parafii corocznie organizowane są liczne pielgrzymki do miejsc świętych w Polsce i za granicą. 
Oddział Akcji Katolickiej wydaje od 1997 roku gazetę parafialną „Ignacjański Szlak”.